# Pla de la Guàrdia
El Pla de la Guàrdia és una pineda amb alguns camps de cultiu la major part de la qual es troba al poble d'Hortoneda, al municipì de Clariana de Cardener (Solsonès) per bé que l'extrem de llevant del pla pertany al poble de Santa Susanna, al municipi de Riner.